# Kjell Olauson
Kjell Olauson, född den 11 november 1947, är verksam inom astronomi och vetenskap som föreläsare, skribent och kunskapsdesigner och är bland annat upphovsman till tidslinjen Femton meter historia och planetmodellen Solsystemet i Örebroformat. Hans syfte med dessa och andra likartade projekt, vilket uttrycks med begreppet pedagogisk utsmyckning, är att skapa en permanent installation med ett kunskapsinnehåll som placeras på offentlig plats. Konceptet utgår ifrån att intresset för ny kunskap kan väckas hos förbipasserande allmänhet med hjälp av innovativ utformning.
Flera vandringsutställningar har skapats, t.ex. Jorden 2.0 och Tidsresan som även producerats som heldagsevent vid bland annat Stockholms universitet.
Som pianist och musikarrangör blev han 1966 initiativtagare till att den afroamerikanska gospelmusiken lanserades i Sverige genom gospelkören Joybells. 
Kjell Olauson är ordförande i föreningen Örebro Astronomi.

Planschutställningen "Jorden 2.0" i Kungsträdgården, Stockholm.